# Bárbara Berlusconi
Barbara Berlusconi (Arlesheim, Suiza, 30 de julio de 1984) es una ejecutiva de negocios italiana. Es asesora de la junta de Fininvest y anteriormente formó parte de la junta directiva de AC Milan como vicepresidenta y directora ejecutiva.

## Biografía
Barbara Berlusconi nació en Arlesheim, cantón de Basilea-Campiña, Suiza, en el verano de 1984, y es hija del difunto líder político italiano Silvio Berlusconi y Veronica Lario (quien se convirtió en su segunda esposa, en 1990). El padrino de Barbara Berlusconi fue Bettino Craxi, ex-primer ministro italiano. Hizo su debut formal en París en el Bal des débutantes en el 2001. Tiene dos medios hermanos mayores, Maria Elvira "Marina" (nacida en 1966) y Pier Silvio (nacido en 1969), del primer matrimonio de su padre. También tiene dos hermanos menores, Eleonora (nacida en 1986) y Luigi (nacido en 1988).

### Educación
Berlusconi completó su educación primaria en la escuela Steiner de Milán, en Città Studi. Berlusconi luego asistió a la escuela secundaria en el Collegio Villoresi San Giuseppe de Monza en Italia, y en julio de 2010, a los 26 años, Berlusconi obtuvo su licenciatura en Filosofía y obtuvo un título de primera clase, con 110/110 cum laude, en la Vita- Salute San Raffaele University, fundada y dirigida por Don Verzé hasta el 2011.

### Trayectoria empresarial
Desde septiembre de 2003, Berlusconi es miembro del consejo de administración de Fininvest SpA.
En abril del 2011, Berlusconi asumió un cargo en la junta directiva del AC Milan, y desde el 30 de noviembre del 2013, es parte de la directiva ejecutiva del club.

## Vida personal
Tiene dos hijos, Alessandro (nacido en el 2007) y Edoardo (nacido en el 2009), con su expareja Giorgio Valaguzza.  Berlusconi reside en Suiza. Anteriormente estuvo en una relación con Alexandre Pato del 2011 al 2013. Tiene otros dos hijos, Leone (nacido en el 2016) y Francesco Amos (nacido en el 2018), con su actual pareja Lorenzo Guerrieri.